# Linia kolejowa nr 764
Linia kolejowa nr 764 – pierwszorzędna, w większości dwutorowa, zelektryfikowana linia kolejowa znaczenia państwowego łącząca stację Siechnice z rejonem WBB stacji Wrocław Brochów.

## Znaczenie międzynarodowe
Linia została w całości ujęta w kompleksowej i bazowej towarowej sieci transportowej TEN-T oraz sieci międzynarodowych linii transportu kombinowanego (AGTC) - linia kolejowa C-E30 (Görlitz – Zgorzelec – Wrocław – Katowice – Kraków – Przemyśl – Medyka – Mostiska) oraz linia kolejowa C-E59 (Ystad – Świnoujscie – Szczecin – Kostrzyn – Zielona Góra – Wrocław – Opole – Chałupki). Ponadto linia wchodzi w skład Kolejowego Korytarza Towarowego nr 5 Morze Bałtyckie – Morze Adriatyckie (RFC5) oraz Kolejowego Korytarza Towarowego nr 8 Morze Północne – Morze Bałtyckie (RCF8).